# Polypedates megacephalus
Polypedates megacephalus és una espècie d'amfibi que viu a la Xina.